# Recopa Sudamericana 2012
La Recopa Sudamericana 2012, denominada por motivos comerciales Recopa Santander Sudamericana 2012, fue la vigésima edición del torneo organizado por la Confederación Sudamericana de Fútbol, que enfrenta anualmente al campeón de la Copa Libertadores de América con el campeón de la Copa Sudamericana.
Enfrentó al Santos de Brasil, vencedor de la Copa Libertadores 2011, con la Universidad de Chile, ganadora de la Copa Sudamericana 2011. Ambos equipos disputaron una serie a doble partido los días 22 de agosto y 26 de septiembre de 2012, en los estadios Nacional de Santiago y Pacaembú de São Paulo. El campeón fue Santos, que ganó el encuentro de vuelta en su país por 2-0, luego de haber igualado sin tantos en el juego de ida.

## Equipos participantes
|  | Santos               |  | Bandera de Brasil |  | Campeón de la Copa Libertadores (2011) |
|  | Universidad de Chile |  | Bandera de Chile  |  | Campeón de la Copa Sudamericana (2011) |

## Sedes
| Santiago                       | São Paulo                      |
| ------------------------------ | ------------------------------ |
| Estadio Nacional               | Estadio de Pacaembú            |
| Capacidad: 49 000 espectadores | Capacidad: 48 000 espectadores |
|                                |                                |

## Resultados
| Bandera de Brasil | vs. | Bandera de Chile       |
| Santos 0 2        | vs. | Universidad de Chile 0 |

### Partido de ida
| 22 de agosto de 2012, 21:00 (UTC-4) | Universidad de Chile | 0:0 | Santos | Estadio Nacional, Santiago                                |  |
|                                     |                      |     |        | Asistencia: 30 000 espectadores Árbitro(s): Néstor Pitana |  |

| 25         | POR        | Johnny Herrera     |     |
| 5          | DEF        | Albert Acevedo     |     |
| 23         | DEF        | Sebastián Martínez |     |
| 13         | DEF        | José Rojas         |     |
| 3          | DEF        | Eugenio Mena       |     |
| 6          | MED        | Matías Rodríguez   | 78' |
| 20         | MED        | Charles Aránguiz   |     |
| 8          | MED        | Guillermo Marino   | 80' |
| 22         | DEL        | Gustavo Lorenzetti |     |
| 9          | DEL        | Enzo Gutiérrez     |     |
| 15         | DEL        | Roberto Cereceda   |     |
| Entrenador | Entrenador | Jorge Sampaoli     |     |

| 1          | POR        | Rafael             |     |
| 4          | DEF        | Bruno Peres        |     |
| 2          | DEF        | Bruno Rodrigo      |     |
| 6          | DEF        | Durval             |     |
| 16         | DEF        | Juan               |     |
| 15         | MED        | Adriano            |     |
| 5          | MED        | Arouca             |     |
| 10         | MED        | Ganso              |     |
| 17         | DEL        | Patricio Rodríguez | 87' |
| 9          | DEL        | André Felipe       | 64' |
| 11         | DEL        | Neymar             |     |
| Entrenador | Entrenador | Muricy Ramalho     |     |

| 18 | DEL | Christian Bravo | 78' |
| 2  | MED | Ezequiel Videla | 80' |

| 20 | DEL | Ezequiel Miralles | 64' |
| 8  | MED | Felipe Anderson   | 87' |

| Amonestado | 1'  | Roberto Cereceda   |
| Amonestado | 54' | Gustavo Lorenzetti |

| Amonestado | 10' | Arouca |
| Amonestado | 27' | Ganso  |

| Árbitro             | Néstor Pitana  |
| Árbitros asistentes | Ricardo Casas  |
| Árbitros asistentes | Hernán Maidana |
| Cuarto árbitro      | Germán Delfino |

| 25         | POR        | Johnny Herrera     |     |
| 5          | DEF        | Albert Acevedo     |     |
| 23         | DEF        | Sebastián Martínez |     |
| 13         | DEF        | José Rojas         |     |
| 3          | DEF        | Eugenio Mena       |     |
| 6          | MED        | Matías Rodríguez   | 78' |
| 20         | MED        | Charles Aránguiz   |     |
| 8          | MED        | Guillermo Marino   | 80' |
| 22         | DEL        | Gustavo Lorenzetti |     |
| 9          | DEL        | Enzo Gutiérrez     |     |
| 15         | DEL        | Roberto Cereceda   |     |
| Entrenador | Entrenador | Jorge Sampaoli     |     |

| 1          | POR        | Rafael             |     |
| 4          | DEF        | Bruno Peres        |     |
| 2          | DEF        | Bruno Rodrigo      |     |
| 6          | DEF        | Durval             |     |
| 16         | DEF        | Juan               |     |
| 15         | MED        | Adriano            |     |
| 5          | MED        | Arouca             |     |
| 10         | MED        | Ganso              |     |
| 17         | DEL        | Patricio Rodríguez | 87' |
| 9          | DEL        | André Felipe       | 64' |
| 11         | DEL        | Neymar             |     |
| Entrenador | Entrenador | Muricy Ramalho     |     |

| 18 | DEL | Christian Bravo | 78' |
| 2  | MED | Ezequiel Videla | 80' |

| 20 | DEL | Ezequiel Miralles | 64' |
| 8  | MED | Felipe Anderson   | 87' |

| Amonestado | 1'  | Roberto Cereceda   |
| Amonestado | 54' | Gustavo Lorenzetti |

| Amonestado | 10' | Arouca |
| Amonestado | 27' | Ganso  |

| Árbitro             | Néstor Pitana  |
| Árbitros asistentes | Ricardo Casas  |
| Árbitros asistentes | Hernán Maidana |
| Cuarto árbitro      | Germán Delfino |

### Partido de vuelta
| 26 de septiembre de 2012, 19:00 (UTC-3) | Santos                 | 2:0 (1:0) | Universidad de Chile | Estadio de Pacaembú, São Paulo                             |                                                            |
|                                         | Neymar 27' · Peres 60' |           |                      | Asistencia: 22 400 espectadores Árbitro(s): Martín Vázquez | Asistencia: 22 400 espectadores Árbitro(s): Martín Vázquez |

| 1          | POR        | Rafael             |     |
| 4          | DEF        | Bruno Peres        | 70' |
| 2          | DEF        | Bruno Rodrigo      |     |
| 6          | DEF        | Durval             |     |
| 3          | DEF        | Léo                | 53' |
| 5          | MED        | Arouca             |     |
| 15         | MED        | Adriano            |     |
| 8          | MED        | Felipe Anderson    |     |
| 17         | MED        | Patricio Rodríguez | 84' |
| 9          | DEL        | André Felipe       |     |
| 11         | DEL        | Neymar             |     |
| Entrenador | Entrenador | Muricy Ramalho     |     |

| 25         | POR        | Johnny Herrera     |     |
| 5          | DEF        | Albert Acevedo     | 72' |
| 4          | DEF        | Osvaldo González   |     |
| 13         | DEF        | José Rojas         |     |
| 23         | DEF        | Sebastián Martínez |     |
| 3          | MED        | Eugenio Mena       |     |
| 6          | MED        | Matías Rodríguez   | 46' |
| 20         | MED        | Charles Aránguiz   | 46' |
| 22         | MED        | Gustavo Lorenzetti |     |
| 9          | DEL        | Enzo Gutiérrez     |     |
| 19         | DEL        | Sebastián Ubilla   |     |
| Entrenador | Entrenador | Jorge Sampaoli     |     |

| 22 | MED | Gérson Magrão     | 53' |
| 14 | MED | Ewerton Páscoa    | 73' |
| 20 | DEL | Ezequiel Miralles | 84' |

| 8  | MED | Guillermo Marino | 46' |
| 16 | DEL | Francisco Castro | 46' |
| 14 | DEF | Paulo Magalhaes  | 72' |

| Anotado | 27' | Neymar      | 1:0 |
| Anotado | 60' | Bruno Peres | 2:0 |

|  |  |  |  |

| Amonestado | 18' | Adriano |
| Amonestado | 75' | Durval  |

| Amonestado | 32' | José Rojas         |
| Amonestado | 56' | Sebastián Martínez |
| Amonestado | 59' | Osvaldo González   |
| Amonestado | 88' | Gustavo Lorenzetti |

| Árbitro             | Martín Vázquez      |
| Árbitros asistentes | Mauricio Espinosa   |
| Árbitros asistentes | Miguel Ángel Nievas |
| Cuarto árbitro      | Daniel Fedorczuk    |

| 1          | POR        | Rafael             |     |
| 4          | DEF        | Bruno Peres        | 70' |
| 2          | DEF        | Bruno Rodrigo      |     |
| 6          | DEF        | Durval             |     |
| 3          | DEF        | Léo                | 53' |
| 5          | MED        | Arouca             |     |
| 15         | MED        | Adriano            |     |
| 8          | MED        | Felipe Anderson    |     |
| 17         | MED        | Patricio Rodríguez | 84' |
| 9          | DEL        | André Felipe       |     |
| 11         | DEL        | Neymar             |     |
| Entrenador | Entrenador | Muricy Ramalho     |     |

| 25         | POR        | Johnny Herrera     |     |
| 5          | DEF        | Albert Acevedo     | 72' |
| 4          | DEF        | Osvaldo González   |     |
| 13         | DEF        | José Rojas         |     |
| 23         | DEF        | Sebastián Martínez |     |
| 3          | MED        | Eugenio Mena       |     |
| 6          | MED        | Matías Rodríguez   | 46' |
| 20         | MED        | Charles Aránguiz   | 46' |
| 22         | MED        | Gustavo Lorenzetti |     |
| 9          | DEL        | Enzo Gutiérrez     |     |
| 19         | DEL        | Sebastián Ubilla   |     |
| Entrenador | Entrenador | Jorge Sampaoli     |     |

| 22 | MED | Gérson Magrão     | 53' |
| 14 | MED | Ewerton Páscoa    | 73' |
| 20 | DEL | Ezequiel Miralles | 84' |

| 8  | MED | Guillermo Marino | 46' |
| 16 | DEL | Francisco Castro | 46' |
| 14 | DEF | Paulo Magalhaes  | 72' |

| Anotado | 27' | Neymar      | 1:0 |
| Anotado | 60' | Bruno Peres | 2:0 |

|  |  |  |  |

| Amonestado | 18' | Adriano |
| Amonestado | 75' | Durval  |

| Amonestado | 32' | José Rojas         |
| Amonestado | 56' | Sebastián Martínez |
| Amonestado | 59' | Osvaldo González   |
| Amonestado | 88' | Gustavo Lorenzetti |

| Árbitro             | Martín Vázquez      |
| Árbitros asistentes | Mauricio Espinosa   |
| Árbitros asistentes | Miguel Ángel Nievas |
| Cuarto árbitro      | Daniel Fedorczuk    |

|                            |
| Bandera de Brasil          |
| Campeón Santos 1.er título |